# Tamara Yevplova
Tamara Yevplova –en ruso, Тамара Евплова– (18 de mayo de 1937-22 de febrero de 2018) fue una deportista soviética que compitió en esgrima, especialista en la modalidad de florete. Ganó una medalla de oro en el Campeonato Mundial de Esgrima de 1956 en la prueba por equipos.

## Palmarés internacional
| Campeonato Mundial | Campeonato Mundial    | Campeonato Mundial | Campeonato Mundial  |
| Año                | Lugar                 | Medalla            | Prueba              |
| ------------------ | --------------------- | ------------------ | ------------------- |
| 1956               | Londres (Reino Unido) | Medalla de oro     | Florete por equipos |